# Marigold: An Adventure in India
Marigold (też pt. Marigold: An Adventure in India) to romantyczna komedia z 2007 roku o amerykańskiej aktorce, która w Indiach na planie bollywoodzkiego filmu spotyka miłość swego życia. Reżyser Willard Carrol, zamierzał tym filmem przerzucić most między amerykańskim i indyjskim kinem. W rolach głównych Salman Khan i Ali Larter.

## Fabuła
Amerykańska gwiazdka od sequeli Marigold (Ali Larter), ponosi serię niepowodzeń, co powoduje agresywną postawę. Prem, jedyny syn księcia Radżastanu (Salman Khan), rozczarował ojca, wybierając karierę aktora. Spotykają się na Goa, na planie filmowym. Marigold nie umie tańczyć, Pram, doskonały tancerz, ucząc ją, rozkochuje w sobie. Sam też się dawszy oczarować zgorzkniałej dziewczynie, przywozi ją do rodziny, do pałacu w Jodhupurze, by mogła tam poznać jego przyszłą żonę.

## Piosenki
1. Yeh Pyaar Kya Hai (Seven Stages Of Love) / Shaan
2. Ye Pyaar Hai (That's Love) / Chorus, Shaan
3. Paagal Se Saari Lereren (Beach Blanket Bollywood) / Vikas Bhalla, Alka Yagnik
4. Sachha Pyaar (The Meaning Of Love) / Nikita Nigam
5. Tan Man (Marigold Erupts) / Vikas Bhalla, Alka Yagnik, Sneha Pant, Nihira Joshi
6. Listen To The Music / Shaan, Truth Hurts, Ali Larter
7. The Meaning Of Love / Truth Hurts
8. Seven Stages Of Love / Shaan, Truth Hurts

## Film kręcono w
- Goa, Indie
- Dźodhpur, Radżastan, Indie
- Khimsar, Radżastan, Indie
- Mumbaj, Maharasztra, Indie
- Radżastan, Indie
- Londyn, Anglia,
- Vancouver, Kanada
- Global Village, Dubaj, Zjednoczone Emiraty Arabskie

## Obsada
- Salman Khan ... Prem
- Ali Larter ... Marigold Lexton
- Nandana Sen ... Jaanvi
- Ian Bohen ... Barry
- Shari Watson ... Doreen
- Helen
- Vikas Bhalla
- Suchitra Pillai ... Malik
- Vijayendra Ghatge
- Roopak Saluja ... Mani
- Kiran Juneja
- Gulshan Grover
- Rakesh Bedi ... Manoj
- Marc Allen Lewis ... Marc
- Lea Moreno Young ... Valjean
- Catherine Fulop ... siostra Fernandéz